# Porcellio lugubris
Porcellio lugubris är en kräftdjursart som beskrevs av Koch 1840. Porcellio lugubris ingår i släktet Porcellio och familjen Porcellionidae. Utöver nominatformen finns också underarten P. l. duboscqui.